# 노루털버섯
노루털버섯(학명: Sarcodon imbricatus, 영어: shingled hedgehog, scaly hedgehog)은 사마귀버섯목, 능이버섯과에 속하는 담자균류 버섯이다. 흔히 능이(能耳)라고 하며, 향버섯이라고도 한다.
한국·일본 등지에 분포하는 식용버섯이다. 높이 10-20cm. 자실체는 나팔꽃처럼 퍼진 깔때기 모양이며 고기질이다. 갓은 지름 10-20cm의 원통형으로 중심이 우묵하게 패어 있거나 구멍이 뚫려 있다. 표면에는 큰 비늘조각이 빽빽하고, 전체가 담홍색에서 홍갈색을 거쳐 마르면 검은색이 된다. 자루는 길이 3-6cm, 지름 1-1.5cm로 표면이 매끄럽고 연한 색을 띤다. 포자는 기름방울 모양이며 지름 5-6μm로 사마귀 같은 과립이 있다. 강한 향기가 있는 식용버섯으로 활엽수림 내의 땅 위에 군생한다.

## 생김새
높이는 10~20cm이고, 나팔꽃처럼 핀 깔때기 모양과 흡사하다. 갓의 지름은 10~20cm이고, 갓의 중심에서 자루 밑부분까지 구멍이 뚫려 있다. 갓 윗부분에는 짙은 색이 비늘모양으로 돋아 있다.

## 효능[3]
노루털버섯과 노루털버섯 추출물은 기관지·천식·감기·산후병·콜레스테롤·산화·암 등에 효과가 있으며, 특히 위암에 강한 효능을 나타내는 것으로 알려져 있다.
민간에서는 쇠고기를 먹고 체했을 때 노루털버섯 달인 물을 소화제로 이용해 왔다.
노루털버섯은 씹는 맛이 좋으나 생식은 중독되는 수가 있어 반드시 건조 보관이나 가열 요리가 필요하다.